# Tridentijnse mis
De Tridentijnse mis is de vorm van de katholieke eredienst die vóór de hervormingen in de jaren 60, volgend op besluiten van het Tweede Vaticaans Concilie (1962-1965), algemeen werd gebruikt. Deze vorm van de misviering werd in 1570 door paus Pius V gestandaardiseerd en veralgemeend, naar aanleiding van het toenmalige Concilie van Trente, in het Latijn Concilium Tridentinum (1545-1563), vanwaar de naam tridentijns. De gebruikte teksten zijn echter grotendeels veel ouder, ze zijn dan ook nagenoeg gelijk aan die tijdens het pausschap van Gregorius de Grote uit de zesde eeuw (590-604).
De term Tridentijnse mis is verwarrend. Hij wordt doorgaans gebruikt voor de eucharistieviering volgens het missaal van 1962 (en zijn eerdere edities), maar ook het missaal van 1970 (en de latere edities) is volgens paus Benedictus gebouwd op het fundament van het Concilie van Trente en derhalve tridentijns. Het missaal van 1970 is immers een hervorming van het missaal van 1962. Het is derhalve juister te spreken over "de viering van de Heilige Eucharistie volgens het missaal van 1962".

## Inleiding
Zoals hierboven aangegeven werd de oude misorde (Ordo Missae) van paus Pius V gedurende de jaren 60 aangepast, en in 1970 grotendeels vervangen door een nieuwe misorde (Novus Ordo Missae) als liturgie voor het gebied van de Romeinse ritus, en in de praktijk voor het gehele Latijnse deel van de Katholieke Kerk, dat wil zeggen bijna alle katholieke kerken buiten Oost-Europa en het Midden-Oosten. Deze wijzigingen in de Eucharistieviering zijn uitgevoerd naar aanleiding van bepalingen van het Tweede Vaticaans Concilie, waar onder andere is besloten om rijker te putten uit de H. Schrift ten behoeve van de lezingen in de Eucharistieviering, meer variatie aan te brengen in de teksten en te streven naar vereenvoudiging en een nobele eenvoud van de liturgie door gebruik te maken van de inzichten uit de liturgische wetenschap van de laatste vier eeuwen. Het missaal van 1962 is door de invoering van het missaal van 1970 automatisch vervangen.  
Op 7 juli 2007 is tijdelijk een ruimer gebruik gecreëerd van het missaal van 1962 middels het motu proprio, een besluit uit eigen beweging, van paus Benedictus XVI, Summorum Pontificum. Hij beschouwde hierin de Tridentijnse mis, in de editie 1962 van het Romeinse missaal (Missale Romanum, van paus Johannes XXIII), als de buitengewone vorm van de Latijnse ritus, terwijl het Missale Romanum van 1970 (Novus Ordo Missae van paus Paulus VI) de gewone vorm of uitdrukking is. Dit motu proprio is in werking getreden op 14 september 2007. Het stond dus alle priesters van de Latijnse ritus (Romeinse ritus) weer vrij om met toestemming van hun bisschop volgens het Romeins misboek van 1962 te celebreren, zowel privé als publiek, zij het dat voor dit laatste een stabiele groep aanwezig moest zijn. De bisschoppen werd nadrukkelijk verzocht om te voldoen aan de wensen van een groep van gelovigen die de Tridentijnse liturgie aanhangen. 
Bij het genoemde motu proprio werd aangegeven dat dit ruimer gebruik van het missaal van 1962 zou worden geëvalueerd. Dit is gebeurd middels een consultatie van bisschoppenconferenties uit de hele wereld onder het pontificaat van paus Franciscus. Deze besloot daarop het gebruik van het missaal van 1962 in te perken en grotendeels aan te sluiten bij het beleid van zijn voorgangers de heilige pausen Paulus VI en Johannes Paulus II, zoals vastgelegd in zijn motu proprio van 15 juli 2021 Traditionis Custodes. Zo moeten onder anderen pas gewijde priesters toestemming van Rome hebben om het missaal van 1962 te gebruiken.
Andere – eveneens foutieve – benamingen die in gebruik zijn voor de Eucharistieviering volgens het missaal van 1962 zijn Tridentijnse ritus, klassieke Romeinse ritus, traditionele Latijnse mis, oude Romeinse ritus, Traditionele ritus, overgeleverde Romeinse ritus of mis van paus Pius V.
Een Tridentijnse Mis kent aan de hand van de heiligenkalender en feesten diverse klassen van feesten:
- 1e klas feest - Hoogfeesten, belangrijke feesten in het kerkelijk jaar. Feesten van de toepasselijke patroonheilige van een kerk, parochie of bisdom, Ook een Requiemmis mis wordt geclassificeerd als 1e klas H. Mis
- 2e klas feest - Feesten, belangrijke maar geen primaire feesten. Ook een huwelijksmis wordt geclassificeerd als een 2e klas H. Mis
- 3e klas feest - (Verplichte) Gedachtenis, de meeste doordeweekse H. Missen behoren tot Missen van de 3e klas
- 4e klas feest - Vrije gedachtenis, herdenking van een heilige van mindere betekenis

## Opbouw

### Voormis of mis der catechumenen
- De Tridentijnse H. Mis begint op zondag met de zang van het Asperges me (Was mij, o Heer, met hysop), indien het een gezongen mis betreft. De priester of bisschop draagt de koorkap bij deze besprenkeling met wijwater.
- Hierna worden door afwisselend priester en misdienaars de gebeden aan de voet van het altaar gezegd (Ps. 42, Introibo ad altare Dei), inclusief het Confiteor. Een eventueel koor zingt de Introïtus.
- Hierna vindt de eventuele bewieroking van het altaar plaats, gevolgd door Kyrië en Gloria in excelsis Deo.
- Dan bidt de celebrant de Oratio (ook wel: Collecte). Hierna zingt of leest de priester (of subdiaken) het Epistel, gevolgd door het Graduale en het Alleluia. Diep neergebogen vraagt hij God om kracht om waardig het Evangelie te verkondigen. Dit wordt aansluitend hieraan gezongen.
- De priester, diaken of bisschop betreedt de preekstoel (of ambo) en houdt de homilie. Voorafgaand worden door hem de lezingen in de volkstaal nogmaals luid herhaald.
- Hierna volgt het Credo.

### Altaardienst of mis der gelovigen

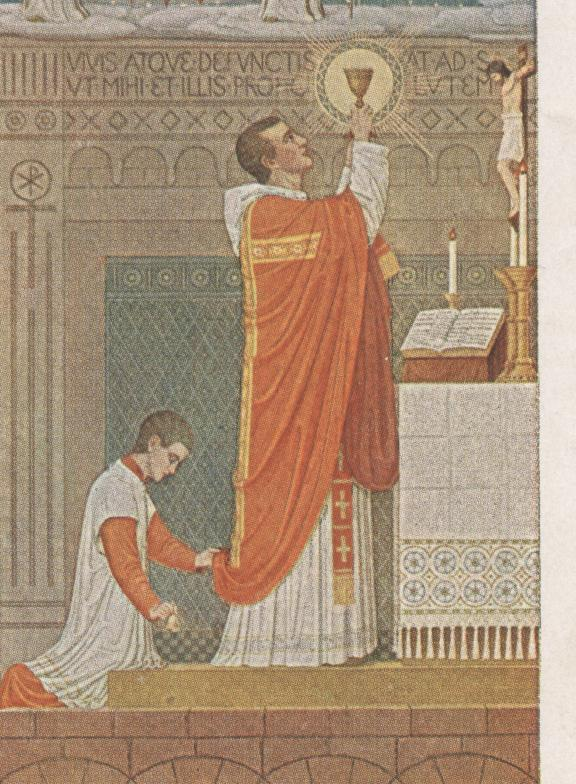
H. Bloed

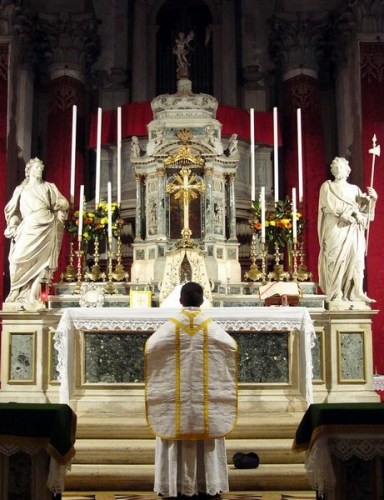
Tridentijnse mis

- De rondgang met de collecteschaal vindt plaats. De celebrant spreekt de gebeden van het Offertorium en loopt vooruit op het komende misoffer door de gebeden waarin hij de gaven van brood en wijn aan God en de eredienst toewijdt. Bij de Plechtige H. Mis 'met drie Heren' neemt subdiaken de pateen aan en houdt deze tot het Paternoster onder een schoudervelum.
- De Prefatie wordt gezegd of gezongen, waarna het Sanctus volgt.
- De priester bidt stil het Sanctus en begint met de woorden Te igitur aan de zachtjes gebeden Romeinse canon. In de canon (eucharistisch hoofdgebed) vindt de consecratie plaats. De H. Hostie en het geconsacreerde H. Bloed worden opgeheven voor aanbidding. Altaarbellen klinken. Misdienaars bewieroken zowel kelk als Hostie.
- Na de canon zingt de priester alleen het grootste deel van het Paternoster. Hij staat aan het altaar zoals Christus voor Zijn apostelen. Het volk, misdienaars en het koor antwoorden de laatste zin: Sed libera nos a malo (Maar verlos ons van het kwade).
- Nu volgen de vredeswens van de priester die een stukje van de Hostie in de kelk laat vallen (Pax Domini sit semper vobiscum).
- Het Agnus Dei wordt gezongen en gebeden. De priester bereidt zich voor op de nuttiging van de H. Communie door stille gebeden. De priester communiceert.
- De misdienaars en het volk spreken gezamenlijk het Confiteor (Ik belijd) uit. De priester geeft door een kruisteken uiting aan een niet-sacramenteel gebed van absolutie.
- De priester toont de Hostie en spreekt: Ecce Agnus Dei... (Ziet het Lam Gods, ziet Hem die de zonden der wereld wegneemt). Het volk belijdt driemaal haar onwaardigheid door middel van het Domine, non sum dignus (Heer, ik ben niet waardig).
- Dan wordt direct de H. Communie uitgedeeld. De gelovigen ontvangen uitsluitend de Hostie. Zij knielen aan de communiebank en houden hun handen veelal onder een wit kleed, communiedwaal genoemd, dat op de bank bevestigd is. De Communie wordt uitsluitend door een priester of bisschop, of eventueel de diaken, uitgereikt. De H. Hostie wordt enkel op de tong ontvangen, de "Communie op de hand" is verboden.
- De celebrant spreekt voor zichzelf de Communiezang (Communio) uit. Hierna volgt een Gebed na de Communie (Postcommunio).
- Dan wordt door de diaken of priester het Ite missa est gezongen of gezegd. De zegen van de priester wordt gegeven, waarbij men knielt.
- Het Laatste Evangelie (Joh. 1,1-14) wordt gezegd als afsluiting.
- Er volgt een lofzang ter ere van de Moeder van God. Na een stille (gelezen) H. Mis volgen echter gesproken gebeden (Wees gegroet Koningin, Moeder van barmhartigheid; Heilige aartsengel Michaël; Allerheiligst Hart van Jezus...)
- De geestelijkheid en de misdienaars gaan in processie terug naar de sacristie.

## Geschiedenis

### Ontstaan
Deze overgeleverde Romeinse ritus, zoals hij in 1570 gecodificeerd werd, behoort naast de Liturgie van Johannes Chrysostomos en de Liturgie van Basilios tot de oudst overgeleverde christelijke liturgieën. Bepaalde essentiële gebeden van de ritus gaan volgens liturgiewetenschappers terug tot apostolische tijden. Door de pausen uit de oudheid (Gelasius en Damasus) werd de Romeinse canon (het oorspronkelijke eucharistisch gebed van de westerse Kerk, en gebruikt in de Tridentijnse mis) zelfs aan de apostelen Petrus en Paulus zelf toegeschreven. De zesde-eeuwse paus Gregorius de Grote zou zich actief met de zang (gregoriaans) van deze ritus hebben bemoeid. De notatie van het gregoriaans op papier (in muzieknotatie) vindt echter pas plaats vanaf de negende eeuw. Latere toevoegingen bestaan uit de huidige Offertorium-gebeden (achtste eeuw), gebeden aan de voet van het altaar (Introibo ad altare Dei, Psalm 42) bij het begin van de mis sinds de twaalfde eeuw en het Laatste Evangelie (Joh. 1, 1-14) sinds de dertiende eeuw. Aanvankelijk bestond zij in de Latijnse Kerk als een van de vele op elkaar gelijkende Latijnse ritussen. De Gallicaanse, Ambrosiaanse en Mozarabische riten bestonden naast de Romeinse ritus. In wezen verschilden deze liturgieën niet zeer veel van elkaar, omdat de invloed van de ritus van Rome altijd de grootste was geweest en Rome de vroegste christelijke gemeenschap in het Westen was geweest. Rome was het voornaamste centrum van liturgische riten voor de westerse Kerk; zo werd de Romeinse canon (eucharistisch gebed) in alle genoemde Latijnse varianten aangehouden.

### Concilie van Trente
Paus Pius V codificeerde in 1570 de bestaande ritus van Rome op advies van het Concilie van Trente dat een verdediging van de Katholieke Kerk tegen het protestantisme voorstond. Pius V creëerde geen nieuwe liturgie, maar veralgemeende en rubriceerde de liturgie zoals gebruikt in Rome en omliggende gebieden. De gehele Latijnse Kerk, met uitzondering van de oude Ambrosiaanse, Mozarabische en Gallicaanse ritusgebieden, werd verplicht het missaal van Pius V (Tridentijnse liturgie) te gebruiken. In de middeleeuwen ontstonden de riten van de dominicanen, karmelieten en de Braga-gebruiken. Deze varianten van de Tridentijnse liturgie bleven ook na 1570 bestaan.
Het Tridentijnse missaal draagt weliswaar de naam van het zestiende-eeuwse Concilie van Trente, maar verschilt vrijwel niet van de liturgie van Rome in de vijftiende eeuw en eerder in de middeleeuwen. Historisch gezien is dus de benaming Tridentijnse liturgie of ritus eigenlijk hoogst ongelukkig.
Sommige tegenstanders van de sterk gerubriceerde Tridentijnse mis beweren soms ten onrechte dat het Concilie van Trente deze liturgie zelf schiep.

### Na 1570
De Tridentijnse liturgie benadrukt sterk de theologie van het misoffer. Hiervoor werd zij door pausen geprezen, maar door protestanten als Luther, Calvijn en vooral de schrijver van de gereformeerde Heidelbergse Catechismus veroordeeld als "afgoderij". Zij stond synoniem voor het pausschap, en de trouw daaraan, daarom werd de Tridentijnse mis ook wel de "Paepsche Misse" genoemd.
Kleine wijzigingen, nieuwe feesten en een nieuwe liturgie voor de Goede Week werden door paus Pius X (1910) en paus Pius XII (1955) ingevoerd. Paus Johannes XXIII wijzigde de ritus in 1962 enigszins door het Confiteor voor de H. Communie (van de gelovigen) weg te laten en de naam van de H. Jozef aan het Communicantes van de Romeinse canon toe te voegen, bovendien werd de kalender zeer grondig hervormd.

### Na het Tweede Vaticaans Concilie
Het gebruik van het  missaal van 1962 is de algemene liturgie van de Katholieke Kerk van de Romeinse ritus (94% van de gehele Katholieke Kerk) tot aan de invoering van de Novus Ordo Missae (1969/1970) enige jaren na het Tweede Vaticaans Concilie (1962-1965). Op initiatief van het Tweede Vaticaans Concilie werd de liturgie hervormd hetgeen werd afgerond na de afronding van het concilie zelf. 
Het missaal van 1970 – de zogeheten Novus Ordo Missae van paus Paulus VI (Nieuwe Ritus) – werd in de jaren 1965-1969 door een oecumenische liturgiecommissie (Consilium ad exequendam Constitutionem de Sacra Liturgia) van liturgisten, onder leiding van bisschop Annibale Bugnini, geschreven om, deels op basis van de constitutie Sacrosanctum Concilium en deels op basis van inzichten uit de liturgiewetenschap van de laatste vier eeuwen, tot een Nieuwe Ritus te komen. Ook protestantse theologen en predikanten maakten deel uit van deze liturgiecommissie. De Novus Ordo, die in 1969 tot stand kwam, werd in 1970 definitief uitgebracht, hoewel al sinds 1965 op vele plaatsen liturgische experimenten en voorbereidingen plaatsvonden (meer volkstaal, interpretatieve vertaling van de consecratiewoorden ('voor allen' in plaats van 'voor velen'), volksaltaartafel – gericht naar de mensen, soms ook 'handcommunie').
Het gebruik van het missaal van 1962 is derhalve komen te vervallen door het missaal van 1970. Paus Paulus VI stelde deze in en gaf aan in de Apostolische Constitutie Missale Romanum dat het missaal van 1970 in lijn staat met dat van 1570. Hij voerde een periode van zeven jaar in om over te schakelen naar de nieuwe ritus. Tijdens deze omschakelingsperiode is de Tridentijnse mis op verschillende plaatsen desondanks in gebruik gebleven; voornamelijk bij oude en zieke priesters en bij conservatieven. In 1976 hadden overigens de meeste West-Europese bisschoppen en bisdommen hun priesters reeds volop verplicht het missaal van 1970 te gebruiken. Weerspannige conservatieve priesters waren inmiddels merendeels afgezet tegen 1976.
Slechts zeer oude priesters mochten na 1976 nog het missaal van 1962 gebruiken, maar alleen bij solitaire privévieringen zónder de aanwezigheid van gelovigen. In bepaalde bisdommen bleven bisschoppen echter een oogje toeknijpen wat betreft het publieke gebruik van de oude ritus. In landen als Litouwen en Letland, maar zelfs in afgelegen delen van Polen en Rusland (Latijnse katholieken van Siberië), werd de Novus Ordo Missae pas ingevoerd ná die Wende (1989) en de ineenstorting van het communistische Oostblok (vroege jaren 90). Tot dan toe was men daar door de Sovjet-isolatie bij de vertrouwde Tridentijnse mis gebleven; van 1970 tot circa 1989 kregen de Litouwers in Rome zelfs een uitzonderlijk verlof om deze oude ritus in hun College-kapel te behouden.
In alle overige landen werd het gebruik van het missaal van 1962 verboden. Eén uitzondering hierop waren Engeland en Wales in de jaren 70. Daar ontving de Katholieke Kerk in 1971 van paus Paulus VI een speciaal privilege (indult geheten) om de Tridentijnse mis te behouden. Dit privilege werd het Agatha Christie Indult genoemd. Oorzaak van dit privilege lag, vreemd genoeg, bij veel niet-katholieken en anglicanen, die in het verdwijnen van de traditionele Latijnse mis de ondergang van een van de grootste bronnen voor de westerse kunst en muziek zagen. Een grote groep intellectuelen riep in The Times van 6 juli 1971 in een open brief aan Paulus VI op, om de oude ritus toch niet af te schaffen. In Engeland leidde dit tot deze geprivilegieerde toelating. Later drong het Vaticaan echter ook bij de katholieke geestelijken in Engeland op het aannemen van de Novus Ordo Missae van 1969 aan, wat vanaf dan ook langzaamaan geschiedde.

## Tegenwoordig gebruik
Paus Johannes Paulus II bood in Quattuor Abhinc Annos (1984) en Ecclesia Dei (1988) wederom – beperkt – de mogelijkheid het missaal van 1962 te gebruiken en vroeg om een "brede en edelmoedige toepassing van deze directieven". Tegen de wil van Johannes Paulus II in, gaven sommige bisschoppen slechts met terughoudendheid toestemming om de Tridentijnse mis te gebruiken (zie Indultmis).
In de Katholieke Kerk wordt ze, met toestemming van de kerkelijke hiërarchie, onder andere door de volgende congregaties gebruikt:
- St. Petrusbroederschap,
- de Personele Apostolische Administratie van de Heilige Johannes Maria Vianney (SSJV, bisdom Campos, Brazilië),
- het Instituut Christus Koning en Soeverein Hogepriester,
- de Servi Jesu et Mariae (SJM),
- Instituut van de Goede Herder en
- de Filii Sanctissimi Redemptoris (F.SS.R., voorheen de Transalpijnse redemptoristen).

Deze congregaties aanvaarden de besluiten van het Tweede Vaticaans Concilie (1962-1965) en de geldigheid van de nieuwe ritus (Novus Ordo Missae).
Verschillende abdijen, zoals de Abdij Sainte-Madeleine du Barroux, de Abdij van Notre-Dame de Fontgombault, het Trappistenklooster van Mariawald (bisdom Aken) en de priorij van San Benedetto in Norcia gebruiken ook deze ritus.
Ook de Priesterbroederschap Sint Pius X (FSSPX) gebruikt deze liturgie, alsook de beweging der sedisvacantisten en de Oud-rooms-katholieke kerk.
De FSSPX, sedisvacantisten en de oud-rooms-katholieken gebruiken de Tridentijnse mis, omdat zij de Novus Ordo Missae als een bedreiging voor het katholieke geloof in de Waarachtige Tegenwoordigheid van Jezus-Christus in de Eucharistie zien. Bovendien wijzen zij de uitwerking van de constitutie Sacrosanctum Concilium van Vaticanum II af.
Het aantal plaatsen waar men de Tridentijnse mis strikt volgt, is sinds het Tweede Vaticaans Concilie (1962-1965), maar vooral sinds 1969-1976, uiteraard sterk verminderd. Toch bestaan er nog steeds gebouwen waarin deze eredienst gebruikt wordt. In Nederland en Vlaanderen zijn er in totaal enige tientallen katholieke kapellen en kerken waar op regelmatige basis deze Tridentijnse liturgie gevierd wordt; vergeleken met omringende landen, zoals Frankrijk, is dit aantal relatief gering.
Traditionalistische congregaties die de Tridentijnse liturgie gebruiken, vormen weliswaar nog altijd een minderheid binnen het katholicisme, maar vertonen wel een bescheiden groei. Dit is onder meer af te leiden uit de hoge verhouding van het aantal seminaristen ten opzichte van de gewijde priesters. Zo telt de pauselijke FSSP anno 2005 120 seminaristen voor 200 priesters.
Daarnaast is er onder sommige jonge priesters een zekere tendens naar traditionele vormen en de Tridentijnse liturgie merkbaar, ook al vieren zij zelf normaliter de mis volgens de Novus Ordo Missae (Nieuwe Liturgie) van paus Paulus VI. 
In maart 2006 namen de berichten toe dat het Vaticaan ernstig overwoog het gebruik van het missaal van 1962 te verruimen om conservatieve gelovigen die sterk hangen aan het gebruik van dit missaal tegemoet te komen. Op 7 juli 2007 verscheen het motu proprio Summorum Pontificum van paus Benedictus XVI. Hij kondigde daarin af dat elke priester, mits voldoende geschoold, voor zichzelf de mis volgens het missaal van 1962 mag lezen. Gelovigen mogen hierbij aanwezig zijn op aanvraag bij de betreffende priester. Een groep parochianen mag vragen om een viering van de H. Mis volgens het missaal van 1962 te organiseren. De parochiepriester dient welwillend te staan tegenover dit verlangen. Ziet hij toch onoverkomelijke bezwaren, dan is beroep op de bisschop mogelijk. Ook de sacramenten van doopsel, biecht en oliesel/ziekenzalving mogen volgens de liturgische boeken van 1962 worden gevierd.
Op 16 juli 2021 kondigde paus Franciscus het motu proprio Traditionis custodes waarbij het ruimer gebruik van 2007 werd teruggedraaid omdat deze de verdeeldheid in de kerk vergrootte. Het gebruik van het missaal van 1962 werd wederom in lijn gebracht met het beleid van paus Paulus VI en paus Johannes Paulus II. Het komt toe aan de plaatselijke bisschop te bepalen wie in zijn bisdom de Tridentijnse liturgie mag gebruiken, hetgeen ook aansluit bij het Kerkelijk Wetboek.

## Vergelijking met de misvorm van 1969
De grote lijnen van de mis van paus Pius V en die van paus Paulus VI zijn vergelijkbaar: een eerste deel behelst de liturgie van het Woord (de mis van de catechumenen), gevolgd door de eigenlijke viering van de Eucharistie. De Tridentijnse mis wordt echter gekarakteriseerd door een aantal elementen, waarvan sommige overigens ook in de ordo van 1969 aanwezig kunnen zijn:
- In tegenstelling tot de Novus Ordo Missae van Paulus VI die zowel in het Latijn als, zoals meestal het geval is, in de landstaal kan gevierd worden, wordt in de Tridentijnse Liturgie enkel het Latijn gebruikt, behalve voor de vertaling van de lezingen en de homilie. Een volksmissaal voor deze ritus heeft dan ook meestal aan de rechterkant een vertaling in de landstaal.
- De gelovigen bidden veel meer knielend en maken vaker het kruisteken tijdens de mis.
- In tegenstelling tot de mis van Paulus VI die verschillende Eucharistische Gebeden kent, telt de Tridentijnse mis enkel de Romeinse canon (Te igitur clementissime Pater). Het eucharistisch hooggebed wordt door de priester bovendien naar eeuwenoud gebruik met zachte stem gebeden omdat het gericht is tot God (de zogenaamde canonstilte).
- In de Novus Ordo Missae vindt men vrijwel geen verwijzingen meer naar de zoenoffertheologie die zo kenmerkend is voor de Tridentijnse mis en het katholieke geloof. Het ontbreken van de zoenoffertheologie door verwijdering van de oude offerandegebeden en het creëren van nieuwe eucharistische gebeden in plaats van de Romeinse canon, is het belangrijkste theologische verschilpunt tussen beide ritussen en het belangrijkste discussiepunt tussen voor- en tegenstanders van de nieuwe ritus.[6]
- De Tridentijnse mis wordt, net zoals in de oosters-katholieke kerken en de orthodoxe kerken, steeds naar het oosten (de plaats waar de zon opkomt) gericht gevierd omdat Jezus Christus wordt gezien als de Sol Oriens, het 'Licht van de Wereld', de 'Zon der Gerechtigheid' (Johannes 8, 12; Mal. 3, 20). Het is ook in het oosten dat Jezus volgens de Bijbel zal terugkeren om de levenden en de doden te oordelen (Matteüs 24, 27). Indien een kerk of kapel niet "ge-oost" is (georiënteerd), behoort de mis op een altaar tegen de apsiswand te worden gevierd. De Novus Ordo Missae daarentegen wordt in de praktijk meestal gericht naar het volk gecelebreerd maar kan even goed ad orientem gevierd worden.
- In de Tridentijnse mis wordt de communie volgens de algemeen geldende norm op de tong uitgereikt, waarbij de gelovige bij voorkeur knielend aan de communiebank plaats neemt. Het indult van de zogenaamde "handcommunie" wordt niet gebruikt uit overwegingen van sacraliteit en om heiligschennis te voorkomen. De Novus Ordo Missae gaat tegenwoordig veelal gepaard met het geven van de H. Hostie op de hand. De "communie op de hand" werd voor de hervorming van 1965 tot 1970 nog als een heiligschennis gezien, bleef tot in de jaren 80 in het Vaticaan verboden.[bron?]

## Overige kerkgenootschappen
- Ofschoon de afgescheiden autocefale Oudkatholieke Kerken in de achttiende en negentiende eeuw over waren gegaan tot het vieren van de H. Mis in de volkstaal, waarbij ook aanpassingen gedaan werden aan de inhoud van de liturgie, ontstond er binnen de Engelse tak van de Oud-Katholieken (Oud-rooms-katholieken) een groep die sinds 1910-1920 ook min of meer een terugkeer verlangde naar de Tridentijnse liturgie. Deze onafhankelijke groep Oud-Katholieken gebruikt de Tridentijnse liturgie nog altijd, veelal volgens de editie van paus Leo XIII (1878-1903). De Oud-rooms-katholieke kerk in Nederland gebruikt het Missaal van 1962 zoals de FSSPX. Deze kleine Kerk gelooft in de ene Katholieke Kerk en ondanks hun schisma de paus erkennen. De Tridentijnse liturgie was vanaf toen niet langer de exclusieve ritus van de Katholieke Kerk. Sommige van deze onafhankelijke Oud-Rooms-Katholieken zijn echter inmiddels weer deels overgegaan op de volkstaal of imiteren de Novus Ordo Missae met een gemoderniseerde ritus.
- De Chinese Katholieke Patriottische Vereniging (CKPV), de Chinese staatskerk voor katholieke gelovigen, die onder controle van het communistisch regime in Peking staat, gebruikte de Tridentijnse mis nog tot eind jaren 80. De CKPV werd in 1957 door paus Pius XII geëxcommuniceerd, omdat men zich onder de autoriteit van het communistische regime had geplaatst en niet langer de pauselijke autoriteit en jurisdictie over de Chinese katholieken erkende. Eind jaren 80 nam de CKPV een variant van de Novus Ordo Missae aan.

## Voorschriften voor leken
Binnen sommige traditionalistische congregaties, zoals bij de Priesterbroederschap Sint Pius X, zijn er tijdens de Tridentijnse Mis enkele kledingvoorschriften van toepassing voor leken, deze zijn deels verplicht of worden al dan niet aangeraden. Zo dragen vrouwen een lange rok tot over de knie, zijn de schouders bedekt en wordt er op hun hoofd een mantilla of een hoed gedragen. Voor mannen geldt eveneens dat hun schouders bedekt zijn en zij een lange broek dragen in de kerk. Voor jongeren is een korte broek toegelaten maar moet zij het bovenbeen bedekkend tot aan de knieën reiken.
In sommige gevallen zoals bij aangelegenheden van de jeugdbewegingen zitten, net als vroeger, de vrouwen op de kerkbanken aan de linkerzijde van het middenpad en de mannen op de kerkbanken aan de rechterzijde.